# Caloplaca alcarum
Caloplaca alcarum är en lavart som beskrevs av Poelt. Caloplaca alcarum ingår i släktet orangelavar och familjen Teloschistaceae.   Inga underarter finns listade i Catalogue of Life.